# Nemzeti Bajnokság III
La Nemzeti Bajnokság III, también conocida como NBIII o NB3, es la tercera división del fútbol húngaro. Desde el otoño de 1997 hasta la primavera de 2005, la NBIII fue el cuarto nivel, el tercero fue la Nemzeti Bajnokság II.

## Sistema de competición
La liga contiene cuatro grupos de dieciséis equipos, para un total de sesenta y cuatro. El sistema del campeonato está definido a través de enfrentamientos entre todos los clubes del mismo grupo en partidos de ida y vuelta. Los campeones de cada grupo deberán disputar los play-off para ascender a la Nemzeti Bajnokság II (NBII). Los tres equipos peor clasificados de cada grupo son relegados a la primera división de las divisiones locales (Megyei Bajnokság I), mientras que los que terminen en el puesto 13, también podrían descender. Desde la NBII, los cuatro equipos peor clasificados descienden a la NBIII.

## Grupos
La Nemzeti Bajnokság III consta de cuatro grupos, donde los equipos se clasifican según su ubicación territorial. Los grupos son los siguientes:
- Grupo Noroeste
- Grupo Noreste
- Grupo Sudoeste
- Grupo Sudeste

## Historial desde la temporada 2013-14
| Temporada | Campeón oeste   | Campeón centro | Campeón este    |
| --------- | --------------- | -------------- | --------------- |
| 2013-14   | Csákvár         | Soroksár       | Szeged 2011     |
| 2014-15   | Budaörs         | Vác            | Kisvárda        |
| 2015-16   | Mosonmagyaróvár | Kozármisleny   | Nyíregyháza     |
| 2016-17   | Győr            | Budafok        | Baktalórántháza |
| 2017-18   | Kaposvár        | Monor          | Tiszakécske     |
| 2018-19   | Ajka            | Szeged 2011    | Szolnok         |
| 2019-20   | Érd             | Pécs           | Debreceni EAC   |
| 2020-21   | Tiszakécské     | Iváncsa        | III. Kerület    |
| 2021-22   | Mosonmagyaróvár | Kozármisleny   | Kazincbarčika   |
| 2022-23   | Veszprém        | Iváncsa        | BVSC Zugló      |